# كريستوفر آن تمبلتون
كريستوفر آن تمبلتون (بالإنجليزية: Christopher Anne Templeton)‏ هي ممثلة أمريكية، ولدت في 26 فبراير 1952 في ليك فورست في الولايات المتحدة، وتوفيت في 15 فبراير 2011 في سان أنطونيو في الولايات المتحدة.

## وصلات خارجية
- كريستوفر آن تمبلتون على موقع IMDb (الإنجليزية)
- كريستوفر آن تمبلتون على موقع قاعدة بيانات الفيلم (الإنجليزية)
- كريستوفر آن تمبلتون على موقع كينوبويسك (الروسية)